# KK Bosna
KK Bosna bosanskohercegovački je košarkaški klub. Trenutačno nastupaju u Ligi Bosne i Hercegovine i ABA ligi.

## Povijest

#### Počeci (1951. – 1955.)
Košarkaški klub Bosna Meridianbet (nekadašnji Bosna) osnovan je 1951. godine, a njegov prvi predsjednik i trener bio je doktor Nedžad Brkić. Od osnivanja pa u naredne četiri godine klub, čiji su članovi uglavnom bili studenti sarajevskog univerziteta natjecao se u gradskoj ligi, da bi 1955. godine osvojio prvi u nizu trofeja, Kup Grada Sarajeva i tim dostignućem se plasirao u viši razred natjecanja, Republičku ligu Bosne i Hercegovine. Ovaj prvi uspjeh ekipe koja će obilježiti povijest bosanskohercegovačke košarke, i šire, ostvarili su: Brkić, Marušić, Takač, Bise, Bjelica, Cindrić, Bilić, Đurasković, Fetahagić, Uzelac, Džapa, Pilav, Hofbauer, Lovrenović, Beganović i Dimitrijević.

#### Republička liga BiH (1955. – 1972.)
Narednih 17 godina bilo je potrebno za formiranje generacije u redovima studenata koja će klub odvesti stepenicu više, u tadašnju izuzetno kvalitetnu Prvu jugoslavensku košarkašku ligu.
KK Bosna, 1962. godina
Stariji ljubitelji košarke u Sarajevu i sada se sjećaju, i još uvijek prepričavaju nezaboravni utakmicu gradskih rivala KK Bosne i KK Željezničara; odigrana je 28. travnja 1972. godine u Skenderiji. Slavili su «Studenti» i ovo se može smatrati prvim korakom ka kasnijim velikim dostignućima, koja su kulminirala osvajanjem europske titule. Idejni vođa momčadi koja je postigla ovaj povijesni rezultat i njegov tvorac bio je Bogdan Tanjević, a njegove zamisli na parketu su ostvarivali: Terzić, Milavić, Čečur, Pavlić, Nadaždin, Dumić, Soče, Varajić, Pejović, Pešić, Krvavac i Đogić.

#### Doba šampiona (1972. – 1984.)
Šampionski sastav Bosne kompletiran je dolaskom igrača koji će postati legenda, izuzetna osobnost među obručima, virtuoz s narančastom loptom Mirza Delibašić, popularnom Kindžetu, koji je stigao iz rodne Tuzle.
Mirza Delibašić zajedno s nenadmašnim strijelcem Žarkom Varajićem i visokim Ratkom Radovanovićem, uz dragocjenu i značajnu pomoć Krvavca, Bosiočića, Izića, Ostojića, Zrne, Hadžića, Pešića, Bilalovića i Benačeka, a pod budnim trenerskim okom Bogdana Tanjevića i njegovog prvog asistenta Draška Prodanovića donosi prvu titulu prvaka države u Sarajevo i Bosnu i Hercegovinu. «Studenti» su bili najbolji u jugoslavenskoj ligi u sezoni 1977./78.
Najveći uspjeh dotadašnje jugoslavenske i bosanskohercegovačke klupske košarke Bosna je ostvarila 5. travnja 1979. godine u francuskom gradu Grenobleu. Pred 12 tisuća gledatelja, od kojih je veliki broj bio navijača «Studenata», u finalu Kupa Prvaka Bosna je svladala talijanski klub Emerson rezultatom 96:93. U fenomenalnoj utakmici Delibašić, Varajić, Vučević, Benaček, Đogić, Bosiočić, Izić, Radovanović, Hadžić, Pešić, predvođeni s klupe briljantnim trenerom Bogdanom Tanjevićem, pokazali su do tada neviđeno košarkaško umijeće. U naredne četiri godine Bosna je osvojila još naslov prvaka Jugoslavije, u sezonie 1979./80. Od značajnih međunarodnih dostignuća treba istaknuti drugo mjesto na klupskom prvenstvu svijeta, Interkontinentalnom kupu odigranom 1979. godine u Brazilu te ponovno sudjelovanje na istome turniru 1980. godine u BiH.
Sljedeći naslov prvaka 1982./83. dodijeljen joj je administrativnim putem, jer je na terenu naslov osvojio hrvatski klub Šibenka.  
Sljedeće sezone 1983./84. u Kupu europskih prvaka došli su 4. mjesta. Igrali su u sastavu: Sabahudin Bilalović, Žarko Varajić, Sabit Hadžić, Predrag Benaček, Emir Mutapčić, Boro Vučević, Mario Primorac, Dragan Lukenda, Anto Đogić, Miroljub Mitrović, a trener je bio Svetislav Pešić. Premda su te sezone pobijedili svakoga na svom terenu, uključujući velikane Barcelonu, Cantu, Maccabija, Virtus iz Rima te Limogesa, kobnim za neplasman u finale pokazao se poraz u gostima kod Limogesa u predzadnjem kolu. Limoges je odavno bio ispao iz utrke za finale i to mu je bila tek druga pobjeda u deset utakmica i završio je posljednje plasiran. Bosna je imala zadnju prigodu za finale ako pobijedi rimsku Banco di Roma (Virtus) u gostima u izravnom dvoboju koji je odlučivao o drugom sudioniku finala. Na poluvremenu je bilo neriješeno 30:30, ali završilo je 66:55 za Banco di Romu.

#### Predratno doba (1984. – 1992.)
Nakon pet godina kontinuiranih uspjeha 1991. godine dolazi do neminovne smjene generacija, iz kluba u inozemstvo odlaze trener Tanjević, Delibašić, Varajić, Radovanović, Đogić, a iz mlađih kategorija Bosne dolazi niz vrlo perspektivnih košarkaša poput Alihodžića, Markovića, Avdića, Dobrasa, Bukve, Bećiragića, Firića. Oni su trebali vratiti Bosnu u vrh jugoslavenske košarke, ali je rat prekinuo uspon ove generacije, koja se raspršila diljem svijeta.

### Promjena imena
Klub je 2014. promijenio ime u Bosna Royal.

### Naslovni sponzor
Predsjednik KK Bosna i predstavnici kompanije Meridianbet potpisali su 27. listopada 2022. višegodišnji ugovor o naslovnom  sponzorstvu.

## Priznanja
- Kup Radivoja Koraća (finalist) (1): 1977./78.
- Prvenstvo Jugoslavije (3): 1977./78., 1979./80., 1982./83.
- Kup Jugoslavije (2): 1977./78., 1983./84.
- Euroliga (1): 1978./79.
- Košarkaško prvenstvo Bosne i Hercegovine (4): 1998./99., 2004./05., 2005./06., 2007./08.
- Kup Bosne i Hercegovine (3): 2004./05., 2008./09., 2009./10.
- Druga ABA liga (1): 2024./25.

(*naslov prvaka Jugoslavije za 1983. administrativno je dodijeljen)

## Vanjske poveznice
- Službene stranice kluba